# 상트페테르부르크 모스크

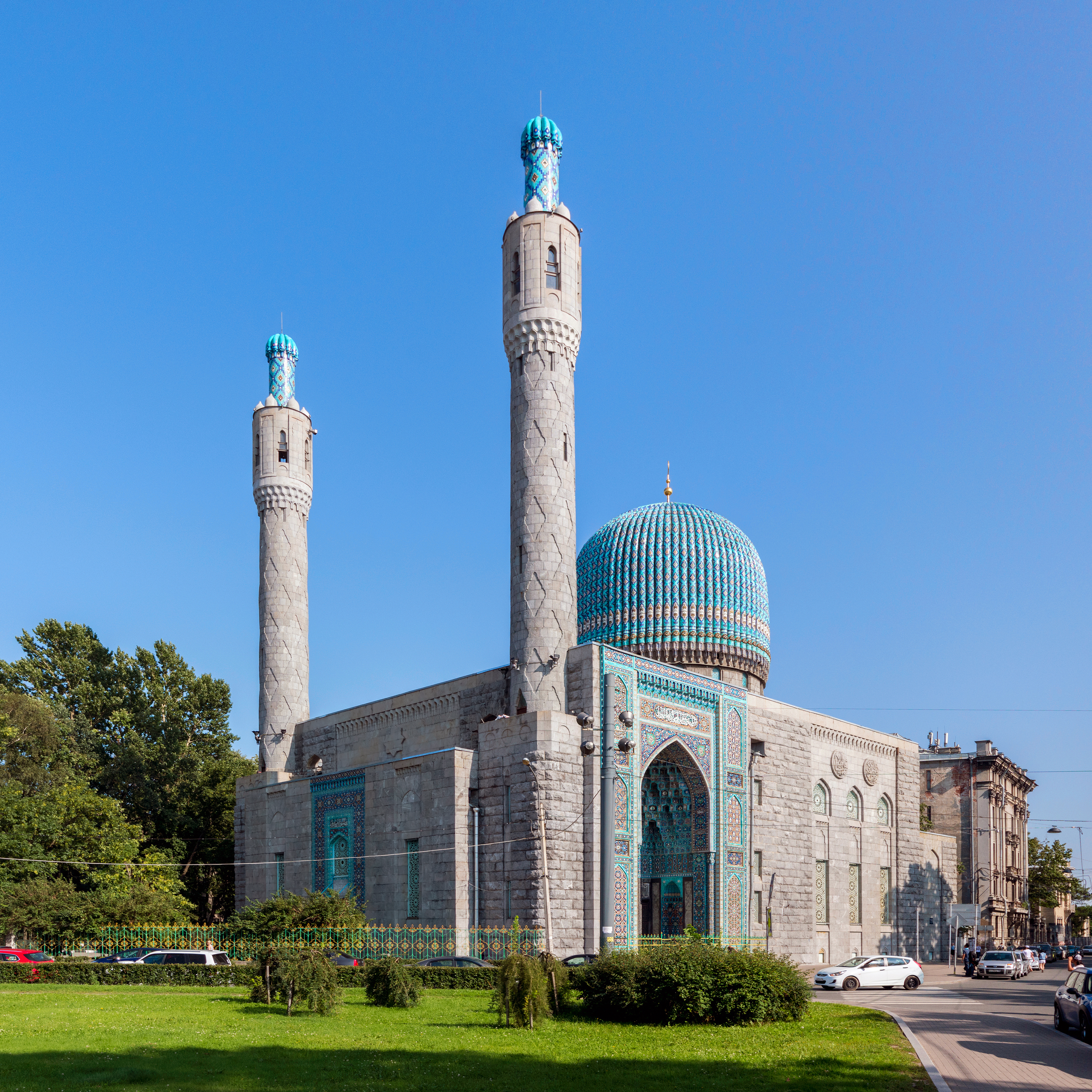
상트페테르부르크 모스크

상트페테르부르크 모스크(러시아어: Санкт-Петербургская соборная и кафедральная мечеть)는 1913년에 개장된 모스크였다. 유럽에서 가장 큰 모스크이고, 원래는 48m 높이로 지어 지기로 되어 있었지만, 39m의 높이에 가깝고 웅장한 모스크이다. 이 담청색 모스크는 상트페테르부르크 중심지에 위치하고 네바강의 트리니티 다리에서 육안으로는 보인다.
부하라의 알림 칸을 기념하게 위해 1910년에 돌을 찾던 중, 이 지역을 편평하게 했던 것이 기원이었다. 그때부터 당시 러시아의 수도의 무슬림 사회에서 8,000명 이상이 찬성했다. 모스크 건립 계획은 대부분의 유능한 기술자들에 의해 실행되었다. 건축 기사 알렉산더 폰 호엔은 사마르칸트에서 티무르 무덤을 보고 난뒤, 무늬를 생각해 냈다. 모스크는 1921년에 건축물이 완성되었다.
이곳은 원래는 성별을 분리해서 예배를 드렸다. 여자예배가 최초로 마루에서 시작되었고 남자 예배는, 이 때문에 지하실에서 드렸다. 1940년과 1956년에서 예배자들에게 폐쇄되기도 했다.